# Josias av Waldeck och Pyrmont
Josias Georg Wilhelm Adolf zu Waldeck und Pyrmont, född 13 maj 1896 i Arolsen, död 30 november 1967 på Schloss Schaumburg i Diez, var en tysk SS-Obergruppenführer och general i Waffen-SS och polisen och dömd krigsförbrytare. 
Han var son till furst Fredrik av Waldeck och Pyrmont och Bathildis av Schaumburg-Lippe och tronföljare till furstendömet Waldeck och Pyrmont fram till monarkins avskaffande 1918. Från 1938 till 1945 var han Högre SS- och polischef i Fulda-Werra med säte i Kassel. Från 1946 till sin död var han överhuvud för furstehuset Waldeck-Pyrmont.
Efter andra världskriget dömdes Josias zu Waldeck und Pyrmont vid Buchenwaldrättegången 1947 till livstids fängelse för krigsförbrytelser. Straffet omvandlades senare till 20 års fängelse, men han släpptes redan 1950.

## Befordringshistorik
| Datum             | Tjänstegrad           |
| ----------------- | --------------------- |
| 6 april 1930      | SS-Sturmbannführer    |
| 11 maj 1930       | SS-Standartenführer   |
| 15 september 1931 | SS-Oberführer         |
| 15 mars 1932      | SS-Gruppenführer      |
| 30 januari 1936   | SS-Obergruppenführer  |
| 8 april 1941      | General der Polizei   |
| 1 juli 1944       | General der Waffen-SS |

## Utmärkelser
- Järnkorset av andra klassen
- Järnkorset av första klassen
- Gallipolistjärnan
- Såradmärket i svart
- Landesorden
- Krigsförtjänstkorset av andra klassen med svärd
- Krigsförtjänstkorset av första klassen med svärd
- Infanteristridsmärket
- NSDAP:s partitecken i guld
- NSDAP:s tjänsteutmärkelse i silver
- SS tjänsteutmärkelser
- Ärekorset (Ehrenkreuz für Frontkämpfer)
- SS-Ehrenring (Totenkopfring)
- SS Hederssvärd
- SS Hedersdolk
- Tilläggsspänne till Järnkorset av andra klassen
- Tilläggsspänne till Järnkorset av första klassen